# Wilhelm Streckfuß

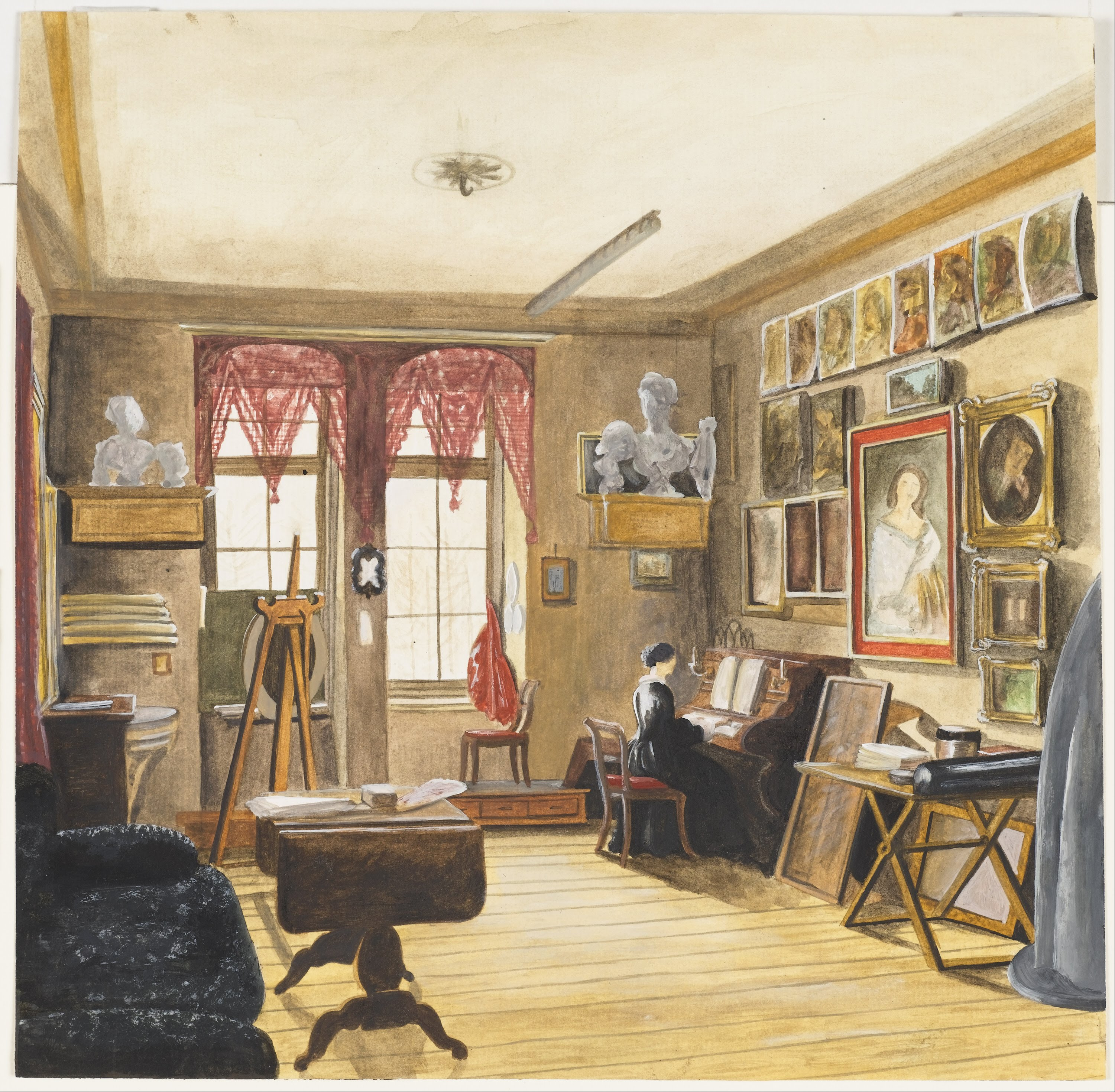
Wilhelm Streckfuß: Das Atelier des Künstlers in Berlin, Aquarell, 1860er Jahre

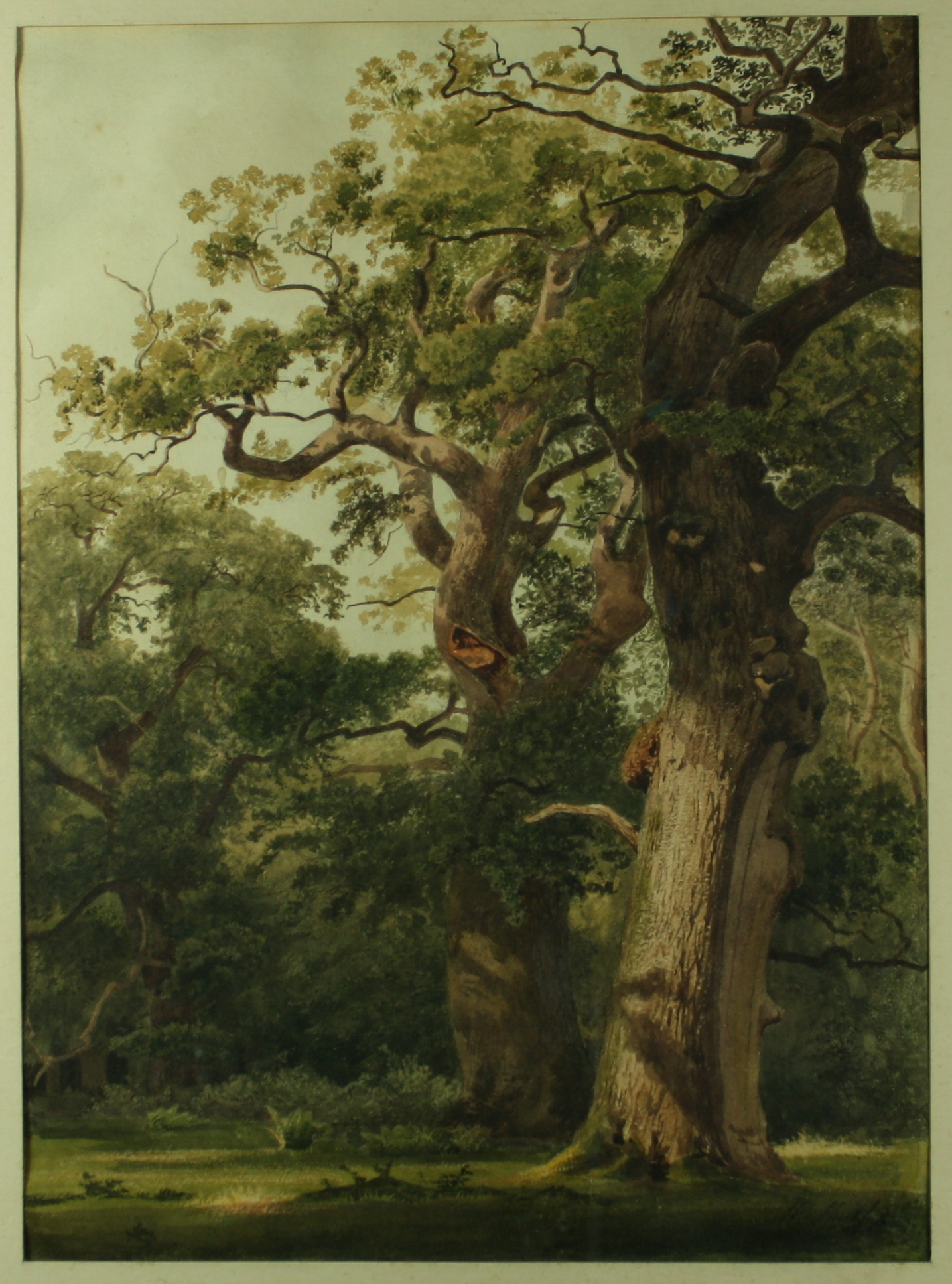
Wilhelm Streckfuß: Eichen im Neuenburger Urwald, Aquarell (1861)

Karl Wilhelm Streckfuß (* 3. November 1817 in Merseburg; † 6. November 1896 in Schöneberg) war ein deutscher Historien-, Porträt-, Genre- und Landschaftsmaler.

## Leben
Wilhelm Streckfuß, ein Sohn des Schriftstellers und Übersetzers Karl Streckfuß und Bruder des Schriftstellers Adolf Streckfuß, begann 1832 ein Studium an der Königlich Preußischen Akademie der Künste in Berlin, u. a. in der Zeichenklasse von Friedrich Wilhelm Herbig. Zwischen 1836 und 1839 absolvierte er ein Studium an der Kunstakademie in Düsseldorf bei Carl Sohn. Von 1838 bis 1892 erfolgte die regelmäßige Teilnahme an den Berliner Akademie-Ausstellungen. 1840 eröffnete er ein eigenes Atelier in der Mohrenstr. 15 in Berlin. Er war 1842/43 als Schüler im Atelier von Paul Delaroche in Paris und 1843/44 in Rom und Süditalien, anschließend kehrte er nach Berlin zurück. 1845 erfolgte ein dreimonatiger Aufenthalt in den Alpen. 1858 erschien sein Lehrbuch der Perspektive  und in den 1860er Jahren Beiträge zur Perspektive in den Dioskuren, u. a. zu der von ihm konzipierten Fluchtpunktschiene. 1868 wurde Streckfuß der Professorentitel verliehen.  Von diesem Jahr an war er Lehrer für Perspektive an der Zeichenschule des Vereins der Künstlerinnen und Kunstfreundinnen in Berlin.

## Werke
Quelle:
Pariser Zeit
- Das Atelier des Künstlers in Paris, um 1843, Leinwand auf Pappe aufgezogen, 31 × 37 cm, Inv. KM 42/1921, Berlin, Stiftung Stadtmuseum (Taf. XXII).
- Parc Luxembourg, Ölstudie, Verbleib unbekannt (Streckfuß 1946, S. 10).
- Blick über die Dächer von Paris, Ölstudie, Verbleib unbekannt (ebd.).
- Blick auf eine Hinterhausfront, Bleistiftskizze, Verbleib unbekannt (ebd.).

Landschaftsmalerei
- Landschaft auf Rügen, Ölgemälde, um 1858, Verbleib unbekannt[6].

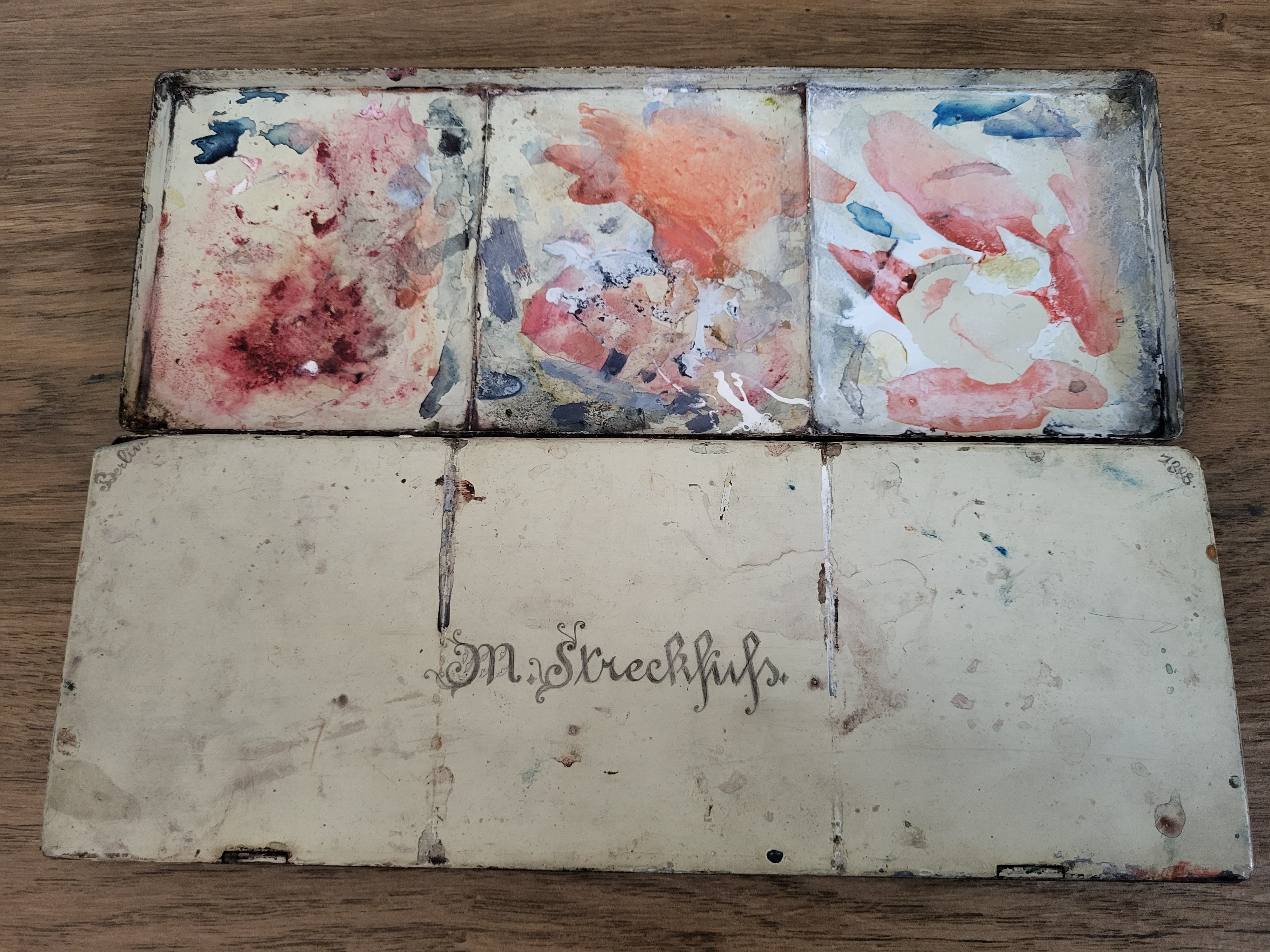
Farbkasten von Wilhelm Streckfuß

- Farbkasten von Wilhelm Streckfuß Eichen im Neuenburger Urwald bei Abend, 1861, Aquarell; Archiv des Heimatvereins Varel.
- Wasserfall im Ilsetal im Harz, o. J., Aquarell.

Interieurs und Gebäude/Architektur
- Schulhaus auf dem Gesundbrunnen, 1869, Aquarell; Stiftung Stadtmuseum Berlin.
- Schlafzimmer Friedrich des Großen in Rheinsberg, Aquarell, Entstehung und Verbleib unbekannt.
- Wilhelm Streckfuß: Das Atelier des Künstlers in Berlin, Aquarell, 1860er Jahre, Verbleib unbekannt.

Porträts
- Porträt einer jungen Dame mit Maiglöckchen im Haar (Allegorie auf den Frühling), 1846, Öl auf Leinwand, Verbleib unbekannt.
- Porträt des Dirigenten und Pianisten Hans von Bülow, 1856, Aquarell[7]
- Selbstporträt, um 1880, Aquarell

## Auszeichnungen
- Roter Adlerorden (1894)